# Pierre Barthes

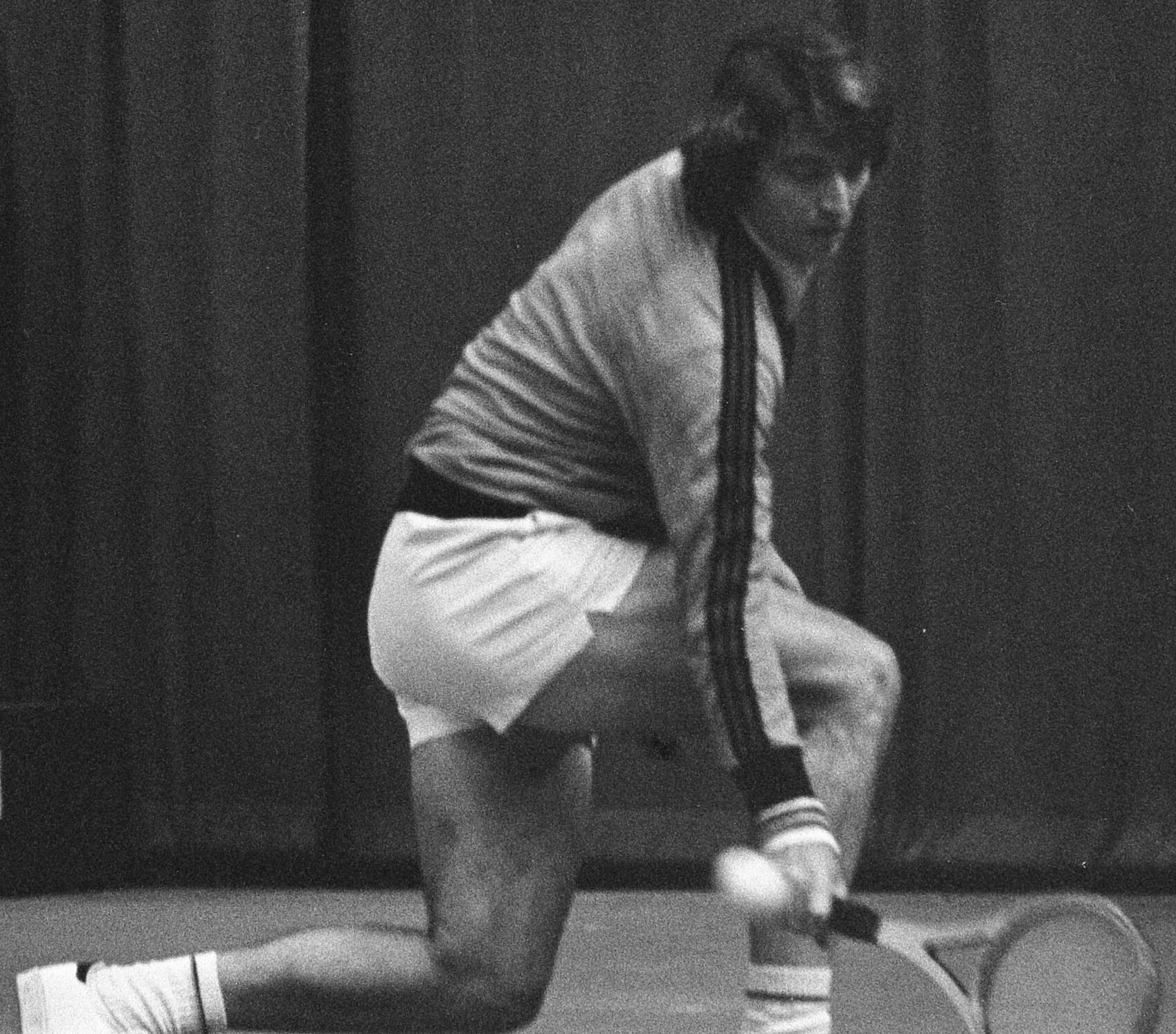
Pierre Barthès en 1974

Pierre Barthes (n, 13 de septiembre de 1941) es un jugador francés de tenis. En su carrera conquistó 1 torneo ATP de individuales y 5 torneos ATP de dobles. Su mejor posición en el ranking de individuales fue el N.º 9 en el 1971. En 1965 llegó a cuartos de final de Roland Garros.